# Pseudosalina
Genre
Pseudosalina est un genre de collemboles de la famille des Entomobryidae.

## Distribution
Les espèces de ce genre sont endémiques d'Inde.

## Liste des espèces
Selon Checklist of the Collembola of the World (version du 18 décembre 2019) :
- Pseudosalina christianseni Mitra, 1974
- Pseudosalina multiformis Mitra, 1974
- Pseudosalina nigrocephala (Mitra, 1966)
- Pseudosalina rapoporti Mitra, 1974

## Publication originale
- Mitra, 1974 : A new paronelline genus of Indian springtail (Collembola: Entomobryidae) with the description of three new species. Revue d'Ecologie et de Biologie du Sol, vol. 10, no 3, p. 359-377.